# رود (فیلم ۲۰۰۱)
رود (فنلاندی: Joki) فیلم فیلم عاشقانه و درام فنلاندی است که در سال۲۰۰۱ منتشر شد. این فیلم نمایندهٔ فنلاند جهت رقابت برای جایزه اسکار بهترین فیلم بین‌المللی در هفتاد و چهارمین دوره جوایز اسکار بود که به فهرست نهایی منتخبان راه نیافت.